# Corben Sharrah
Corben Sharrah (Tucson, 20 de abril de 1992) é um ciclista norte-americano que irá competir no ciclismo nos Jogos Olímpicos de Verão de 2016 sob a bandeira dos Estados Unidos.